# 克罗帕拉蒂
克罗帕拉蒂（義大利語：Cropalati），是意大利科森扎省的一个市镇。总面积32平方公里，人口1133人，人口密度35.4人/平方公里（2009年）。ISTAT代码为078046。